# Bibiana Steinhaus
Bibiana Steinhaus (ur. 24 marca 1979 w Bad Lauterberg im Harz) – niemiecka sędzia piłkarska. Karierę sędziowską rozpoczęła w 1995 roku.

## Życiorys
Od 1999 roku prowadziła pierwszoligowe mecze kobiet, natomiast wśród mężczyzn sędziowała w Oberlidze (ówcześnie IV liga). W 2001 roku awansowała do Regionalligi (III), a od 2003 była równocześnie sędzią liniowym w II lidze.
Od 2007 roku jako pierwsza kobieta w Niemczech sędziowała mecze II ligi mężczyzn w roli arbitra głównego (debiutowała meczem SC Paderborn 07 - TSG 1899 Hoffenheim 0:2).
Sędzia międzynarodowa FIFA od 2005 roku. W 2008 roku prowadziła mecze Mistrzostw Świata Kobiet U-20 w Chile.
W 2009 sędziowała Mistrzostwa Europy w Piłce Nożnej Kobiet odbywające się w Finlandii.
W 2017 została arbitrem Bundesligi.
Na stałe mieszka w Hanowerze, gdzie pracuje w tamtejszej Komendzie Policji.